# Mizuno (Klan)

Jüngerer Zweig Yamagata

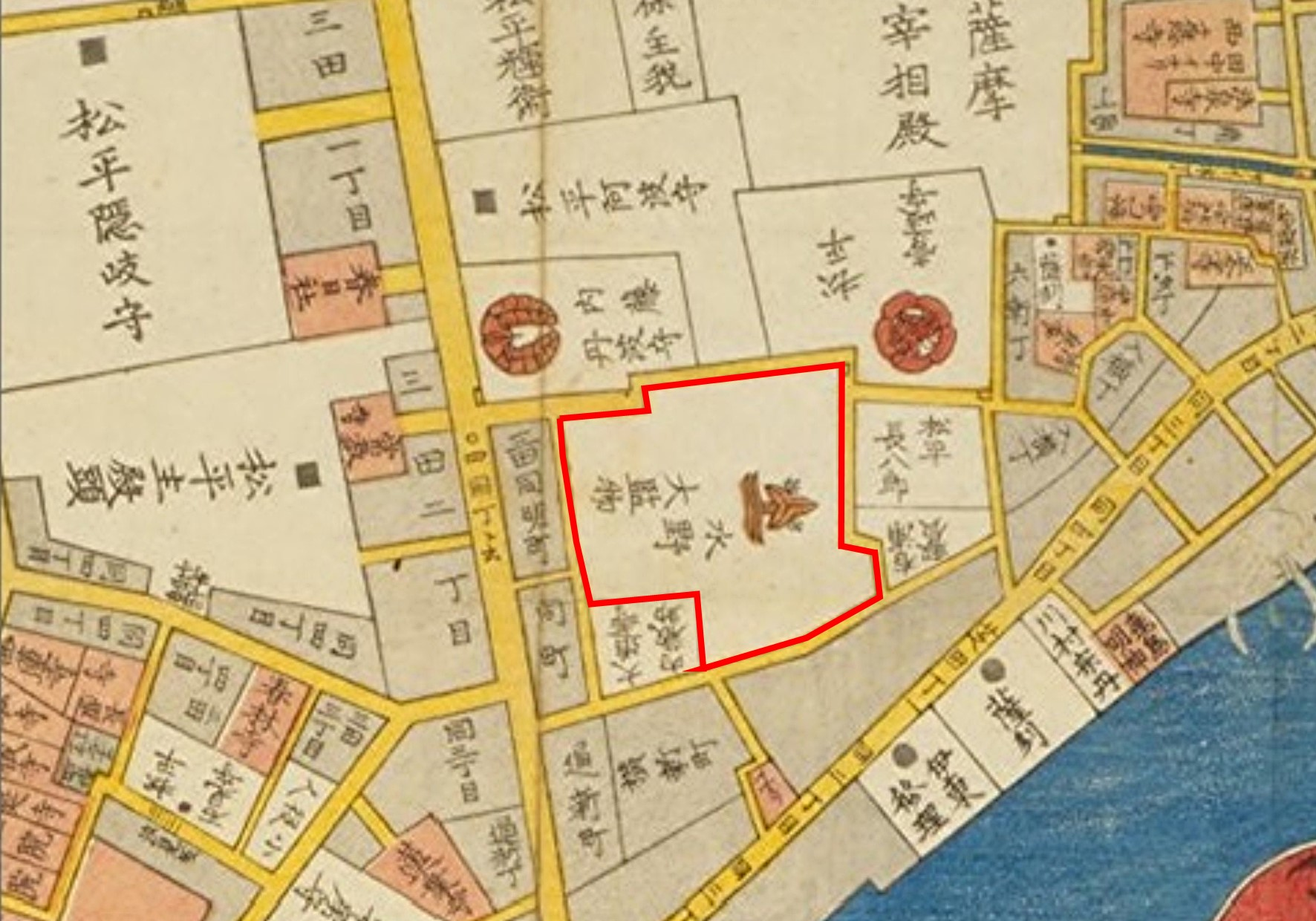
Yamagata-Mizuno Residenz in Edo.

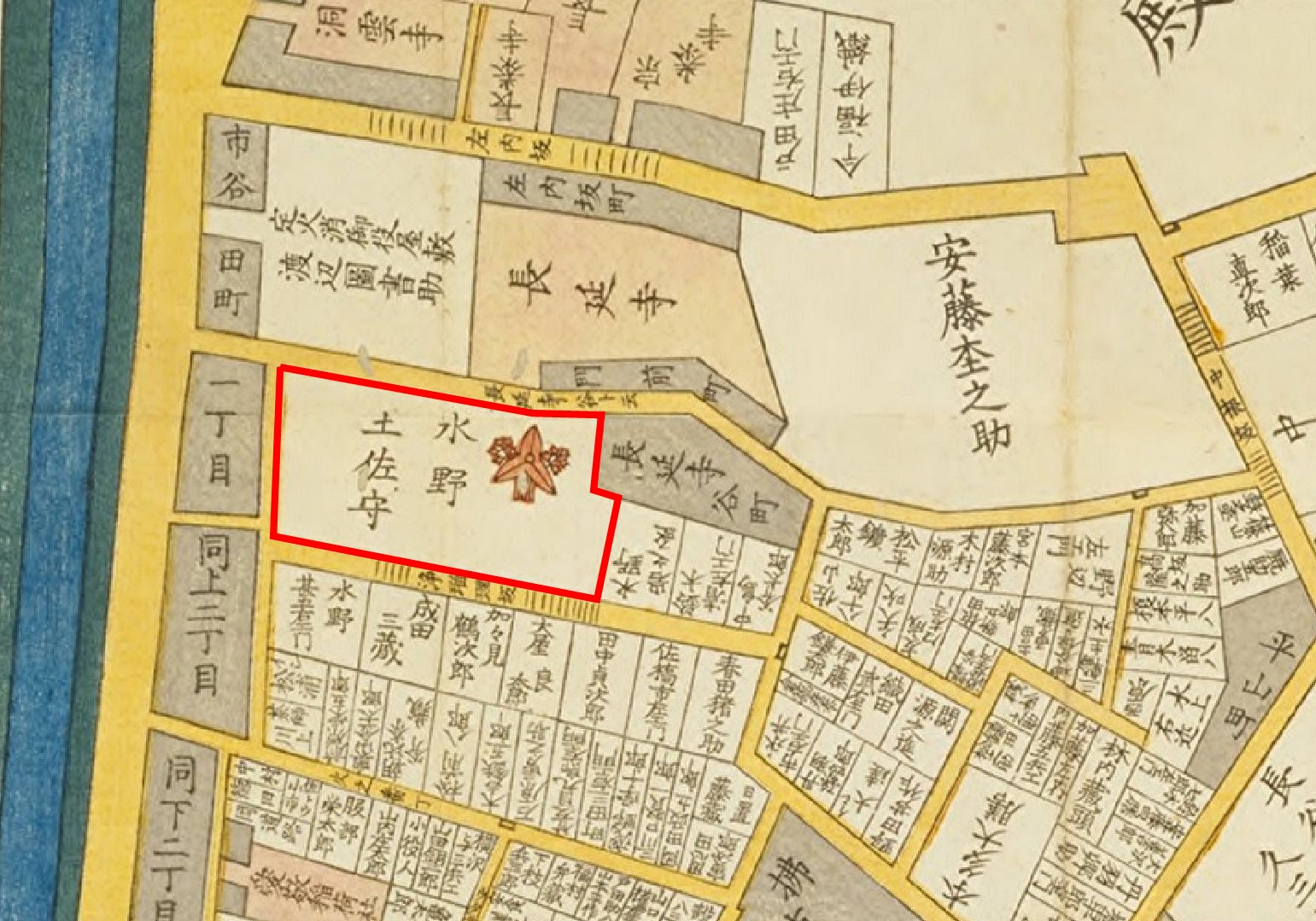
Mizuno Residenz in Edo.

Die Mizuno (japanisch 水野氏, Mizuno-shi) waren eine verzweigte Familie des japanischen Schwertadels (Buke), die aus der Provinz Owari stammte und die sich auf Minamoto Mitsumasa (Seiwa-Genji) zurück führte. Mit einem Einkommen von 50.000 Koku gehörten die in Yamagata residierenden Mizuno zu den größeren Fudai-Daimyō der Edo-Zeit.

## Genealogie
Im 15. Jahrhundert ließ sich Minamoto no Mitsusada in Mizuno (Owari) nieder und nahm dessen Namen an.
- Tadamasa (忠政, † 1543) residierte nacheinander in Okawa (Owari), Ōtaka (Owari) und in Kariya (Mikawa). Seine Tochter Dai heiratete Tokugawa Hidetada und wurde die Mutter von Ieyasu, wodurch eine enge Verbindung entstand. Tadamasas Söhne begründeten verschiedene Zweige.

### Älterer Zweig
- Nobumoto (信元, † 1576), Shimotsuke no kami, verließ 1543 die Imagawa, um Oda Nobuhide, dem Vater von Nobunaga, zu folgen. Das belastete die Beziehungen zu den Tokugawa, bis diese sich ebenfalls den Oda anschlossen. Als Nobumoto mit Sakuma Nobumasa in Streit geriet, befahl Nobunaga Ieyasu, Nobumoto hinzurichten, was dieser auch tat.
- Tadashige (忠重, 1541–1600), ein Bruder Nobumotos, trat die Nachfolge an. Er diente Toyotomi Hideyoshi, der ihm den Titel Izumo no kami gab und sein Einkommen auf 40.000 Koku erhöhte. Tadashige wurde von Kagai Hidemasu ermordet.
- Katsunari (勝成, 1564–1651), Sohn Tadashiges, nahm unter Führung von Sasa Narimasa an dem Kyūshū-Feldzug von 1587 teil. Er nahm am Korea-Feldzug teil, verhielt sich dort aber schlecht. Nach seiner Rückkehr schloss er sich Ieyasu an und erhielt den Titel Hyūga no kami. Im Jahr 1615 wurde er von Kariya nach Yamatokōriyama mit 60.000 Koku und dann 1619 nach Fukuyama (Bingo) mit 100.00 Koku versetzt. 1638 half Katsushige den Shimabara-Aufstand niederzuschlagen. 1646 schor er sein Haupt und nahm den Mönchsnamen Sōkyū an. – Die direkte Linie endete 1698, ein Erbe wurde aus der Verwandtschaft gewählt. 1703 wurde die Familie nach Yūki (Shimousa) mit 17.000 Koku versetzt, wo sie bis 1868 residierte. Danach Vizegraf.

### 1. Jüngerer Zweig
Tadatomo, ein Enkel Tadashiges, begründet einen Zweig, der ab 1602 in Obata (Kōzuke) residierte und dann ab 1616 in Kariya, ab 1632 in Yoshida (Mikawa), ab 1642 in Matsumoto (Shinano), ab 1777 Numazu (Suruga) mit 50.000 Koku. Am Ende der Tokugawa-Zeit wurde die Familie noch nach Kikuma (Kazusa) versetzt. Nach 1868 Vizegraf.

### 2. Jüngerer Zweig
Tadamasu, ein weiterer Enkel Tadashiges, begründete einen Zweig, der zunächst in Minakami (Tamba) residierte, dann in Hōjō (Awa) und ab 1827 bis 1868 in einem Festen Haus in Tsurumaki (Kazusa) mit 15.000 Koku. Danach Vizegraf.

### 3. Jüngerer Zweig
Tadamori, ein Sohn Tadamasas, begründete einen Zweig, der ab 1615 in Yamakawa (Shimotsuke) residierte, ab 1635 in Tanaka (Suruga), ab 1642 in Yoshida, ab 1645 in Okazaki (Mikawa), ab 1762 in Karatsu (Hizen), ab 1817 in Hamamatsu (Tōtōmi) und dann von 1845 bis 1868 in Yamagata mit 50.000 Koku. Letzter Daimyō war
- Tadahiro (忠弘, 1856–1905), nach 1868 Vizegraf.

### 4. Jüngerer Zweig
Shigenaka (重央; 1570–1621), ein Enkel Tadamasas, war vom Shogunat bestellter Hausältester (otsukegarō) bei den Kii-Tokugawa, wurde zum Daimyō befördert. Er und seine Nachkommen residierten ab 1619 in Shingū (Kii) mit 35.000 Koku bis 1868. Danach Vizegraf.